# Adiarsa
Adiarsa is een bestuurslaag in het regentschap Purbalingga van de provincie Midden-Java, Indonesië. Adiarsa telt 2629 inwoners (volkstelling 2010).